# Santuario di Sant'Antonio

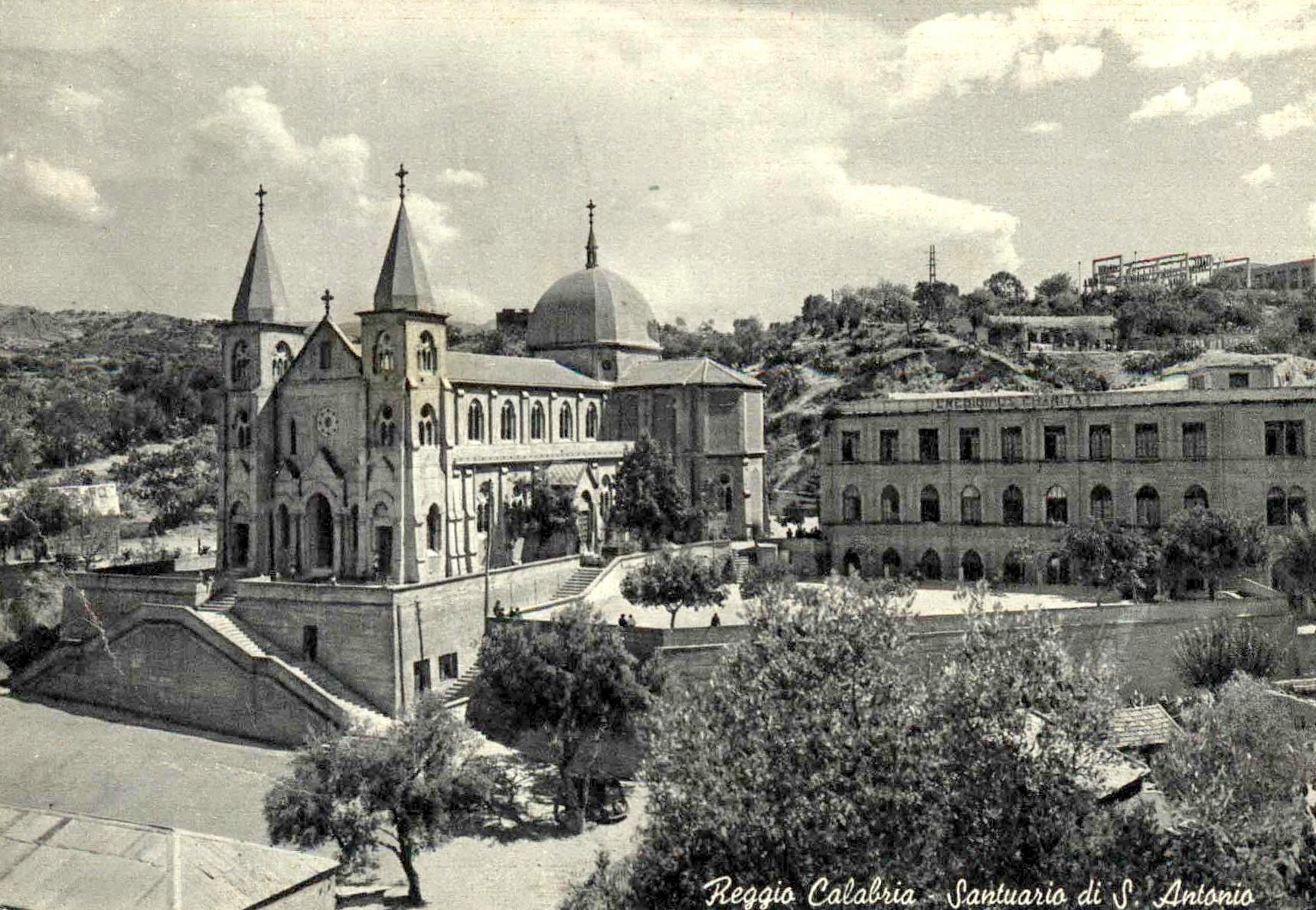
Una vecchia cartolina raffigurante il santuario

Il santuario di Sant'Antonio (o basilica di Sant'Antonio) è un'importante chiesa di Reggio Calabria, dedicata a sant'Antonio di Padova. Si trova sulla Collina degli Angeli, una delle alture che dominano il centro cittadino.

## Esterno
L'edificio ha un sobrio stile gotico, e la facciata - divisa in tre - è decorata centralmente da un rosone, mentre ai lati è caratterizzata da due alti campanili che terminano con delle guglie, sormontati entrambi da croci in ferro battuto.

## Interno
La pianta è a croce latina, con tre navate che terminano con altrettante absidi. le due navate laterali si interrompono al transetto, mentre la centrale termina con presbiterio e abside circolare. Il pavimento è in marmo mentre l'architettura del soffitto è ad archi incrociati. L'insieme del santuario è opera di pregevole architettura.
Tutto il perimetro del santuario è decorato dalle vetrate artistiche e dalle pitture che raffigurano scene di vita di Sant'Antonio e di Don Orione.
In fondo alla navata centrale, sull'altare maggiore, si trova la statua del Santo collocata all'interno di un tempietto marmoreo, ai lati del quale sono presenti due scale che permettono di accedervi. Intorno, una serie di spazi opportunamente illuminati in vari colori si apre per la preghiera. L'antico altare, realizzato in marmo variopinto si trova in fondo. Ha il frontespizio ricoperto da bassorilievi di grande pregio artistico e decorativo.
Ai lati dei presbiterio si aprono invece due porte sovrastate da mosaici:
- a destra Don Orione;
- a sinistra San Francesco di Paola.

Sul transetto si erge una cupola che poggia su un basso tiburio a base quadrata dagli angoli smussati.
Dal portale centrale si entra in un breve corridoio sormontato da una tribuna riservata all'organo ed ai cantori; per accedervi c'è una scala a chiocchiola sulla destra, mentre a sinistra si trova un grande crocefisso in legno.
Nella navata di sinistra si trova la tomba del Canonico Salvatore De Lorenzo (di cui nel 1952 furono portate le spoglie), dunque sulla lapide un ritratto bronzeo - opera di Francesco Triglia - descrive la figura del De Lorenzo. Degli artistici quadretti in legno rappresentano la via crucis ed una pregevole statua lígnea - opera dello scultore Flavio Pancheri - si trova nella stessa navata.
Nella navata di destra si trova invece una copia in gesso dipinto di nero della statua bronzea di san Pietro.